# Szpanowscy
Szpanowski – polskie nazwisko utworzone od nazwy miejscowości Szpanów na Wołyniu (dzisiaj w obwodzie rówieńskim, Ukraina). Nazwisko to nosili członkowie historycznego rodu Czapliców. Wśród nich wymienić można:
- Kadian Czaplic Szpanowski (zm. po 1528) – syn Iwana, prawosławny ziemianin wołyński, sympatyk unitarianizmu
- Teodor (Fiodor) Czaplic Szpanowski (zm. 1611) – syn Kadiana, sędzia ziemski łucki, z bratem Piotrem (Iwanem) podzielił się dobrami szpanowskimi, chociaż sam był wyznania prawosławnego posłał synów na Akademię Rakowską braci polskich
- Jan Czaplic Szpanowski (zm. 1604) – syn Piotra, członek wspólnoty braci polskich, wojski łucki, kasztelan kijowski, w 1599 r. wybrany przez protestanckich Senatorów na obrońcę praw politycznych dysydentów
- Jerzy Czaplic Szpanowski (zm. 1649) – członek wspólnoty braci polskich, syn Teodora (Fiodora), pan na Kisielinie i Dmitrowcach, założyciel wspólnoty braci polskich w Kisielinie
- Marcin Czaplic Szpanowski (zm. 1637) – członek wspólnoty braci polskich, syn Teodora (Fiodora), pan na Hłupaninie, założyciel wspólnoty ariańskiej w Beresku, poseł na sejm
- Aleksander Czaplic Szpanowski (zm. 1664) – syn Jerzego, członek wspólnoty braci polskich, protektor wspólnoty ariańskiej w Kisielinie, wygnany ok. 1660 r. do Prus Książęcych
- Józef Czaplic Szpanowski (zm. 1655) – syn Mikołaja Czaplica, władyka (prawosławny biskup) łucki i ostrogski zatwierdzony na stanowisku przez króla Jana Kazimierza

Nazwisko „Szpanowski” występuje w spisach adresowych XIX-wiecznej Warszawy. 
Z początku XX w. znany jest:
- Franciszek Szpanowski (ur. 1892?) – w 1926 r. muzyk Radiowej Orkiestry Symfonicznej w Berlinie (niem. Rundfunk-Sinfonieorchester Berlin).

W końcu lat 90. XX w. znanych było w Polsce ponad 120 osób noszących to nazwisko (najwięcej w byłym województwie toruńskim i olsztyńskim na terenach należących obecnie do województwa warmińsko-mazurskiego) i w obecnym powiecie sierpeckim w woj. mazowieckim.